# James Legge
Pour les articles homonymes, voir Legge.
James Legge, né le 20 décembre 1815 à Huntly et mort le 29 novembre 1897 à Oxford, est un sinologue, missionnaire et érudit écossais.

## Biographie
Connu pour être l'un des premiers et plus prolifiques traducteurs de textes classiques chinois vers l'anglais, Legge a été un représentant de la London Missionary Society à Malacca et à Hong Kong (1840-1873) et a été le premier professeur de chinois à l'université d'Oxford (1876-1897). En association avec Max Müller, il a préparé la série monumentale Sacred Books of the East, publiée en 50 volumes entre 1879 et 1891.